# Resolució 923 del Consell de Seguretat de les Nacions Unides
La Resolució 923 del Consell de Seguretat de les Nacions Unides fou adoptada per unanimitat el 31 de maig de 1994. Després de reafirmar la Resolució 733 (1992) i totes les seves resolucions posteriors sobre la situació a Somàlia, el Consell va adoptar mesures per resoldre la situació i va ampliar el mandat de la Segona Operació de les Nacions Unides a Somàlia (UNOSOM II) fins al 30 de setembre de 1994.
Es va instar als partits i faccions de Somàlia a treballar per a la reconciliació i complir els acords i els compromisos adquirits, i es va acollir amb satisfacció una declaració de les parts en aquest sentit. La declaració també establirà procediments per a la conferència de reconciliació, elegir un president de Somàlia, vicepresident i primer ministre, i completar i revisar la formació d'un sistema legal independent.
Hi va haver preocupació pels retards en el procés de reconciliació i la deterioració de la situació de seguretat a Somàlia. Van ser condemnats la lluita, el bandolerisme, la violència i els atacs armats a l'ajuda humanitària. La seguretat dels treballadors i el personal de les Nacions Unides era important, oferint homenatge a aquells de diversos països que havien perdut la seva vida a Somàlia. El Consell també va prendre nota que els líders somalis havien demanat el suport continu de la UNOSOM II durant els esforços de reconciliació i rehabilitació, mentre es preveu que la UNOSOM II estigui completa el març de 1995.
Actuant sota el Capítol VII de la Carta de les Nacions Unides, el Consell va prorrogar el mandat de la UNOSOM II fins al 30 de setembre de 1994 a propòsit d'una revisió presentada pel Secretari General Boutros Boutros-Ghali a tot tardar el 29 de juliol de 1994 sobre la situació humanitària, política i de seguretat a Somàlia i el seu futur. Totes les parts havien de cooperar amb la UNOSOM II i les seves obligacions, incloses les del desarmament voluntari, i immediatament negociar d'altres.
El Consell va exigir que finalitzés la violència i la intimidació contra els treballadors humanitaris, i va reafirmar que l'embargament d'armes a Somàlia era obligatori. Es va acollir amb satisfacció el progrés en l'establiment dels programes de justícia i policia de la UNOSOM II, juntament amb els estats membres que van proporcionar assistència d'aquesta manera. Finalment, es va destacar la importància contínua de la UNOSOM II amb les tropes necessàries, el personal civil, l'equipament, el suport financer i logístic per dur a terme el seu mandat.